# Primelin
Primelin är en kommun i departementet Finistère i regionen Bretagne i västra Frankrike. Kommunen ligger i kantonen Pont-Croix som tillhör arrondissementet Quimper. År 2022 hade Primelin 641 invånare.

## Befolkningsutveckling
Antalet invånare i kommunen Primelin
Referens:INSEE